# Colliguaja brasillensis
Colliguaja brasillensis är en törelväxtart som beskrevs av Johann Friedrich Klotzsch och Henri Ernest Baillon. Colliguaja brasillensis ingår i släktet Colliguaja och familjen törelväxter. Inga underarter finns listade i Catalogue of Life.